# Тышкевич, Михал (ординат)
Михал (Михаил) Тышкевич (пол. Michał Tyszkiewicz Łohojski; 4 декабря 1828, Воложин — 18 ноября 1897, Рим) — польский граф, путешественник, коллекционер, археолог-любитель.
Путешествовал по Египту и Нубии (1861—1862, 1867—1868), ведя раскопки и собирая коллекцию антиквариата, которая в настоящее время распределенная во многих местах мира (в том числе, Париж, Лондон, Копенгаген, Берлин, Бостон, Рим, Национальный Музей в Варшаве). Автор Дневника путешествия в Египет и Нубии (1861—1862), опубликованного впервые в Париже в 1863 году.
2-й ординат Биржанский (1862—1897), подтвержден в звании графа в Российской Империи 8 мая 1861 года.

## Семья и образование

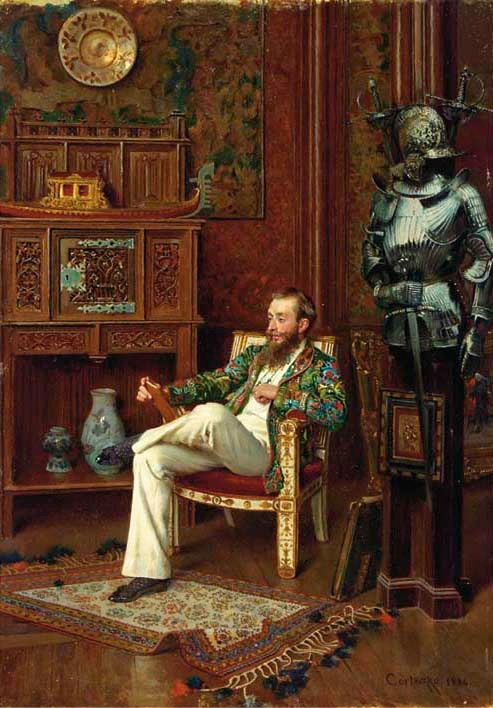
Оресте Кортаццо, портрет графа Михала Тышкевича, 1884 год

Граф Михаил Тышкевич родился в богатой аристократической семье, одной из самых богатых и влиятельных в Великом Княжестве Литовском. Обращение семьи Тышкевичей в христианство и ее корни восходили к началу XV века. Его дед, граф Михаил Тышкевич (1761—1839), служил в наполеоновской армии и принял участие в войне с Россией в 1812 году.
Граф Михаил Тышкевич родился 4 декабря 1828 года в Воложине в Литве (сегодня — Беларусь). Старший сын графа Юзефа Тышкевича (1805—1844) и его жены Анны Забелло (1810—1857). В 1848 году окончил гимназию в Вильно. Его высшее образование было дополнено домашним образованием, которым руководил выдающийся библиограф и библиотекарь университета Адам Йохер. Варшавский Иллюстрированный Еженедельник сообщал в посмертной записке в 1898 году, что граф Михаил был одним из первых в деле оказания материальной помощи театру и музею древности в Вильно. Виленский Курьер в номере 47 в 1860 году упоминает графа Михала Тышкевича как спонсора музей древности, когда увеличил местную коллекцию убитыми орлом-рыболовом и озерной чайкой. Это свидетельствует о том, что первой большой страстью молодого графа Михала была охота, что скрупулезно отмечает Самуэль Оргельбранд в своей Всеобщей Энциклопедии, в томе 25, с 1867 года.

## Первое путешествие в Африку
В ноябре 1860 году состоялась первая экспедиция Михала Тышкевича, целью которой стал Алжир. Вместе с женой и другом, художником Антоним Залесским, граф провел там около двух недель, но не добился своей цели — зрелищной охоты на львов и пантер. Вероятно, первая африканская поездка была связана с состоявшейся год спустя экспедицией в Египет. Климат в Северной Африке в это время года благоприятно контрастирует погодными условиями в Литве. Выбор Египта в качестве места для очередной экспедиции был не случаен из-за так называемой «антикварной жилки», которой граф всю жизнь гордился. Интерес к истории и древним памятникам побудил графа Тышкевича заняться серьезной подготовкой к этому путешествию. Покупка несколько научных работ выдающихся ученых-египтологов того времени, в частности, Грамматики египтолога Жана-Франсуа Шампольона. Во время путешествия по стране фараонов граф Михал, согласно его Дневнику путешествия в Египет и Нубии, самостоятельно пытался прочитать иероглифические тексты. Это его выделяло на фоне европейских туристов, массово посещающих Египет, особенно, англичан. При этом встреча со страной фараонов была мотивирована, прежде всего, страстью к охоте. Дневник Тышкевича изобилует описаниями охотничьих приключений.

## Путешествие в Египет (1861—1862)
Путешествие Михала Тышкевича для Египта и Нубии началось в ноябре 1861 года после его прибытия в порт Александрии. По каналу эль-Махмудия граф Тышкевич доплыл до Каира, откуда затем стал спускаться по Нилу, знакомиться с другими городами Нижнего Египта до порта Дамиетта, озера Манзала и Порт-Саида, где имел возможность наблюдать за строительством Суэцкого канала. На обратном пути он посетил, в частности, Тель-Атриб, где около ста лет спустя вести имели раскопки польские археологи, начиная с профессора Казимира Михаловского. В районе Каира, в сегодняшнем районе Булак, в сопровождении знаменитого археолога Огюста Мариетта, граф внимательно ознакомился с впечатляющей коллекцией недавно созданного Музей Египетских Древностей. Плывя на юг, в направлении Верхнего Египта, он посетил такие города, как Афродитополис, Эль-Минья, Бени-Хасан, Антинополь и Тель эль-Амарна, знаменитый город, основанный фараоном Эхнатоном. Все этом время граф Тышкевич постоянно занимался охотой. Но главной целью этого путешествия, безусловно, оставалась археологическая деятельность графа Михала, которая оказалась сюрпризом даже для него самого. Еще за несколько лет до египетской экспедиции графа Тышкевича, благодаря усилиям главного начальника Службы Древностей, уже упомянутого Огюста Мариетта, были ограничены незаконная добыча и вывоз памятников древности. Теперь выдавалось разрешение на проведение раскопок частными лицами на только восточном берегу Нила, после предварительного официального согласии Огюста Мариетта. Из-за этого даже богатейший турист из Европы не мог даже мечтать о проведении собственных раскопок. Но граф Михал Тышкевич смог добиться разрешения для себя. Российский консул устроит ему аудиенцию у египетского вице-короля Саида-паши. На аудиенции египетский правитель обещал графу так называемый фирман, то есть рекомендательное письмо, которое должно было облегчить ему трудное и неизвестное путешествие по Нубии, но затем не исполнил обещанного. Позднее Саид-паша, вероятно, без консультации с Огюстом Мариеттом, дал Михалу Тышкевичу разрешения на проведение раскопок по всей стране. Эту удивительную новость Тышкевич получил в Фивах, центре египетской археологии. Таким образом, граф Михал стал единственным поляком, который в XIX веке вел раскопки в Египте под своим собственным именем. Может быть, стоит добавить, что в Каире граф Михал Тышкевич представлен Фердинанду де Лессепс, руководителю строительства Суэцкого канала, племянник которого, Рамо, согласился сопровождать Тышкевича в дальнейшем путешествии по Нилу до Нубии.

## Раскопки в Египте
Способ ведения раскопок, описанная в Дневнике путешествий свидетельствует, что Михал Тышкевич, как и его двоюродные братья — известные археологи Евстафий и Константин Тышкевичи — имел подлинный талант в этом направлении, в дополнение, в сочетании с пониманием, где следует копать. В Карнаке в течение первых трех дней он обнаруживает, в частности, позолоченный сосуд, и «очень красивую золотую фигурку идола Аммона-Ра». Однако радость от обретенной свободы продолжалась недолго. Первая часть Дневника, опубликованная в Париже в 1863 году, заканчивается в тот момент, когда надзиратель правительственных раскопок запретил Тышкевичу проведения дальнейших раскопок на территории фиванского некрополя. Подкупив египетских стражников, Михал Тышкевич занимался тайными ночными раскопками. В своем Дневнике он написал так: «Несмотря на муки совести, я все же начал раскопки. Страсть к древностям всё же пересилила, и теперь я нахожусь в нетерпении увидеть мумии и саркофаги». Раскопки в Западных Фивах принесли отличные результаты. Были найдены две мумии, одна в красочном изделии из бумаги и картона, а вторая в саркофаге (часть которого находится в Лувре; оба памятники датируются, вероятно, X веком до н. э.). Кроме двух найденных мумий, после трех дней команда наткнулась на еще одно нетронутое захоронение. Среди находок, найденных в нем, были «табурет из дерева сикомор» и голубая фаянсовая чаша с остатками пищи. Сегодня эта чаша находится во Франции, а стул, который также был подарен Лувру, а позднее попал в Варшаву, где в настоящее время находится в Национальном Музее. Здесь также находится, переданный из Логойска, папирус из Книги Мертвых, который был найден на одной из мумий, обнаруженных в той же гробнице. Особого внимания заслуживает их документация — правильные описания некоторых достопримечательностей и обстановка, в которых они были найдены — значительно превосходит большинство прежних публикации археологических раскопок. Документация должна была быть завершена и опубликована вместе со второй частью Дневника, что, к сожалению, не произошло. Рукопись с таблицами, изображающими обнаруженные предметы, не была до сих пор найдена.

## Забытая коллекция

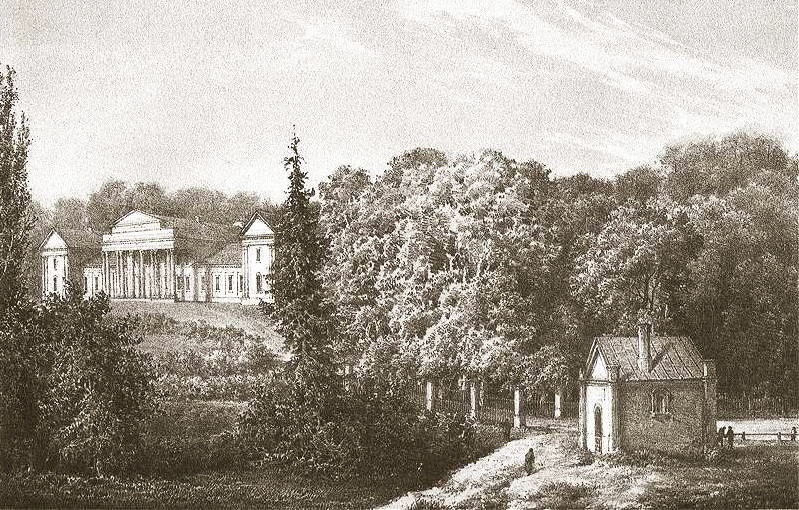
Наполеон Орда, дворец Тышкевичей в Логойске

В целом, на основе данных о составе из нескольких музеев, а также информации, опубликованной в прессе XIX века, можно оценить величину найденной в Египте коллекции Михала Тышкевича, по крайней мере, 800 предметов древнего искусства. По возвращении граф пожертвовал часть предметов Музею Лувра (в количестве 196 объектов), а большая часть находок попала в Литву. Самая многочисленная коллекция из Логойска была передана членом рода Тышкевичей в 1901 году в Варшаву в качестве подарка для Общества Изящных Искусств «Zachęta» в количестве 626 экспонатов. Сегодня спасенная из пожара войны часть этой коллекции находится в Национальном Музее в Варшаве. Семья Тышкевичей была большая и в нескольких населенных пунктах (таких как, Биржай, Красный Двор около Каунаса, Вильнюс и Лентварис, Воложин и Городок в Беларуси) мы встречаем дворцы рода Тышкевичей, в которых, согласно обычаю этого периода, собирались не только библиотеки, но дворцовые музеи. Михал Тышкевич привез, конечно, и подарил большинству своих родственников подарки — сувениры из путешествий, и, наверное, египетские находки. За шесть лет до экспедиции графа Тышкевича был создан Музей Древностей в Вильно, основанный известным ученым и археологом Евстафием Тышкевичем. С 11 марта по 11 апреля 1862 года Музей Древностей получил 222 египетских древностей. Позже в том же году, Михал Тышкевич передал туда еще две детские мумии и несколько других предметов. В конце концов часть литовской коллекции Тышкевича попала в сегодняшний Государственный исторический музей в Москве.

## Коллекционер античного искусства
В далекой Италии Михал Тышкевич начал новую главу своей жизни, связанную с коллекционированием древностей, которое должно было принести ему славу. В 1862 году после смерти своего дяди Яна Тышкевича граф Михал Тышкевич унаследовал Биржанскую ординацию в северной части Литвы. Со крупные денежные средства граф стал тратить на приобретение в магазинах древних памятников, особенно, скульптур, ювелирных изделий и монет, в основном, найденных на раскопках на территории Италии, где он проживал большую часть жизни. Он прославился как один из крупнейших коллекционеров произведений античности, наделенных при этом изысканным вкусом. Покупка древних объектов не были единственной страстью Михала Тышкевича. Второй источник пополнения коллекции древностей представляло ведения собственных археологических поисков. В 1863 году граф приобрел виллу в Неаполе, для проведения раскопок в этой местности. Первым районом его исследования было кладбище древнего города Кумы, в Кампании, на берегу Тирренского моря, одной из древнейших греческих колоний в Италии и важным центре, где находилась когда-то знаменитый оракул Сивилл. Еще одним местом раскопок был город Байи, популярный курорт римских аристократов. Вероятно, оба района не принесли ожидаемых результатов, поскольку граф Тышкевич направил свой интерес к расположенным недалеко от Кум и Неаполя руинам знаменитой Помпеи — города, уничтоженного в результате извержения Везувия в 79 году н. э. Не получив разрешение на раскопки в Помпеях, граф Михал Тышкевич переехал из Неаполя в Рим, где его археологическая активность продолжалась несколько лет. В окрестностях города Aнцио — резиденции несколько римских императоров — он обнаружил следы древнего храма. Затем он проводил исследования на территории древнего этрусского города Вейи и, в частности, на знаменитой древней Аппиевой дороге в Риме. В то время он собирал, в основном, изделия из бронзы, антикварные и римские монеты. С удовольствием избавлялся от предметов античного искусства, которые хотел заменить новыми предметами. Одним из его клиентов был император Франции Наполеон III, которому Тышкевич продал несколько античных предметов из бронзы, в частности, статуэтку с изображением Геркулеса, которая датировалась III веком до н. э. Потом Наполеон III подарил ее в Музею Лувра, и сегодня они находятся в его коллекциях.
В 1870 году из-за ревматизма, и, прежде всего, из-за изменения политической ситуации в Италии, граф Тышкевич прекратил проведение раскопок и посвятил себя полностью своей страсти коллекционера, которого разбудили раньше поездки в Египет. В «Воспоминаниях старого коллекционера» он писал: «Моя поездка в Египет и раскопки, которые там вел, оказали большое влияние на мою жизнь, потому что с тех пор моя любовь к археологии становились все сильнее и в году после моего возвращения (в Литву), я решил уехать и жить в стране, где смог бы удовлетворить это желание».
В Риме Михал Тышкевич проводил, в основном, зимние месяцы. Сегодня, благодаря его переписки с Вильгельмом Фрёнером, немецким ученым, живущим в Париже, мы знаем о адресах проживания Тышкевича в Риме. Каждый год он выезжал во Францию, где останавливаться в Нёйи-сюр-Сен, пригороде Парижа. Его дом в Риме был своего рода музеем, где встречались самые выдающиеся знатоки древнего искусства той эпохи, среди которых было много друзей, как сенатор Джованни Бaррокко, антиквар Франческо Мартинетти, Вольфганг Хельбиг. Сам Тышкевич был ими признан как неоцененный эксперт в нумизматике, в искусстве резных камней и камей, а также во всех видах фальсификаций. Le Conte Inglese особенно отмечал высокий рост Михала Тышкевича, который носил длинную внушительную рыжую бороду. Граф был бодрый и веселый.
Михал Тышкевич скончался 18 ноября 1897 года в Риме в возрасте 69 лет и был похоронен на кладбище Кампо Верано в Риме. После его смерти его коллекция была выставлена на торги в Париже, в Отеле Друо в 8, 9 и 10 июня 1898 года. Музей Лувра приобрел тогда несколько предметов антиквариата, в частности, крылатого козла за сумму 29 600 франков и египетскую статую из черного базальта за сумму 21 500 франков. «Если бы его коллекции не были рассеяны, ни один коллекционер-знаток не мог бы с ним сравниться: ни римские кардиналы XVI века, ни миллионеры нашего века», — писал бывший реставратор Лувра Вильгельм Фрёнер, автор каталога аукциона с 1898 года.
В настоящее время памятники из коллекции Михала Тышкевича украшают музеи Парижа, Лондона, Копенгагена, Бостона и Рима, Варшавы и Вильнюса.

## Браки и дети

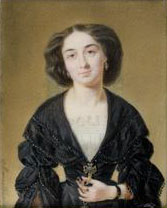
Княгиня Мария Николаевна Радзивилл (1830—1902), первая жена графа Михала Тышкевича

Его первой женой в 1849 году в Бердичеве стала княгиня Мария Радзивилл (1830—1902), дочь князя Николая Радзивилла (1801—1853) и Виктории Эмилии Нарбут (1800—1855). У супругов было два сына и три дочери:
- Граф Юзеф Тышкевич-Логойский (19 октября 1851 — 9 декабря 1905), 1-я жена с 1888 года Хелена Лаская (1862—1890), 2-я жена с 1893 года Изабелла Эмилия Вероника Лаская (1859—1944), сестра первой жены
- Граф Ян Антоний Тышкевич-Логойский (19 марта 1852 — 9 июня 1901), 3-й ординат Биржанский (1897—1901), жена с 1878 года графиня Клементина Потоцкая (1856—1921)
- Графиня Ядвига Тышкевич-Логойская (1857—1879), муж с 1868 года Адольф Мариан Боженик-Еловицкий (1841—1898)
- Графиня Виктория Мария Тышкевич-Логойская (1858 — 4 августа 1901), муж с 1878 года граф Александр Голабек-Езерский (1852—1895)
- Графиня Ванда Тышкевич-Логойская (1863—1929), муж с 1883 года Казимир Клеофас Раймунд Сулятыцкий (1854—1925).

Второй женой Михала Тышкевича в 1873 года стала его давняя любовница, француженка Джульетта ле Бо (род. 1840). Второй брак был бездетным.